# Kangaroo (1952)
Kangaroo is een Amerikaanse avonturenfilm uit 1952 onder regie van Lewis Milestone.

## Verhaal
In Australië trachten twee dieven een veehouder op te lichten. Ze maken hem wijs dat een van hen zijn verloren zoon is. Wanneer hij uiteindelijk achter de waarheid komt, moeten ze rennen voor hun leven.

## Rolverdeling
| Acteur           | Personage       |
| ---------------- | --------------- |
| Maureen O'Hara   | Dell McGuire    |
| Peter Lawford    | Richard Connor  |
| Finlay Currie    | Michael McGuire |
| Richard Boone    | John W. Gamble  |
| Chips Rafferty   | Leonard         |
| Letty Craydon    | Kathleen        |
| Charles Tingwell | Matt            |